# Queue (Einheit)
Die Queue war ein französisches Flüssigkeitsmaß mit regionalen Unterschieden für alle Flüssigkeiten mit Vorzug auf Wein und Branntwein.
Allgemein galt
- 1 Queue = 3 Feuillettes = 1 ½ Muids (Poinçon)[1]

In Bourgogne war
- 1 Queue = 20.736 Pariser Kubikzoll = 411 Liter

in der Champagne war
- 1 Queue = 18.161 Pariser Kubikzoll = 360 Liter

in Dijon, Mâcon und Orléans war
- 1 Queue = 20.428 Pariser Kubikzoll = 405 Liter

In Nantes gab es noch die Demi-Queue.
- 1 Demi-Queue = 227,24 Liter[2]